# Дворецкий (управитель)
Дворе́цкий, также мажордо́м (лат. major domus «старший по двору»), управляющий хозяйством — старший лакей, глава домашнего хозяйства. В больших имениях, где управление хозяйством может быть разделено между несколькими людьми, дворецкий отвечает за столовую, винный погреб и буфетную. Может отвечать также полностью за парадную часть дома, тогда как все остальное хозяйство находится в ведении экономки. Мажордом, как правило мужчина, руководит мужской прислугой в доме, а экономка — женской. В современных домах обязанности дворецкого могут довольно широко варьироваться в зависимости от требований работодателя.

## История

### Великобритания
В XI веке батлер (англ. butler) отвечал только за вина и в иерархии слуг стоял ниже стюарда (помощника по хозяйству), в обязанности которого входило наблюдение за хозяйством замка (руководство персоналом, управление финансами, прислуживание за столом). С уменьшением размера домохозяйств батлер становился всё более заметной фигурой, заменив собой стюарда. В крупных домовладениях он отвечал за наём и распределение служащих, организацию приёмов и званых обедов, за покупку вин, своевременную поставку продуктов и других товаров. После Первой мировой и Второй мировой войн штат прислуги значительно сократился. Сократилось и число дворецких. Если к началу Второй мировой войны в Великобритании работало около 30 000 представителей этой профессии, то к 1980-м годам их осталось около ста. А к 2007 году число дворецких увеличилось до 5000 человек[10].

### Россия
В России и Великом княжестве Литовском (современной Белоруссии и части Украины, вошедших впоследствии в состав Российской империи) дворецким (дворским) называли главу администрации князей и царей.
На Руси дворецкий (управляющий княжеским хозяйством) до начала XVI в. ведал сбором налогов и исполнением судебных приговоров. До 1646 года в Москве был один дворецкий, впоследствии это звание носили одновременно двенадцать бояр. Постепенно эта должность превратилась в почетный титул.
С XVIII века дворецким стали называть старшего лакея в богатых дворянских домах.

### Америка
В начале XVII века в США темнокожие-рабы служили домашней прислугой. Некоторые из них, продвигаясь по службе, становились дворецкими. Одной из первых книг, написанной темнокожим и изданной в США, стала книга дворецкого Роберта Робертса (англ. Robert Roberts) «The House Servant’s Directory». Опубликованная в 1827 году, она представляла собой руководство для дворецких и официантов и вызвала такой большой интерес, что была дважды переиздана — в 1828 и 1843 годах.

## Современные дворецкие
Начиная с конца 1980-х годов, спрос на дворецких существенно вырос по всему миру. Как отмечает заместитель председателя Международной гильдии профессиональных дворецких Чарльз Макферсон (англ. Charles MacPherson), причина заключается в увеличении числа миллионеров и миллиардеров, которым понадобилась помощь в управлении обширным домашним хозяйством. Так, по словам Макферсона, выросло число богатых людей в Китае, что создало большой спрос на профессиональных дворецких, прошедших обучение в соответствии с европейскими традициями.
Вырос спрос на таких специалистов и в других азиатских странах, в частности в Индии, а также в нефтедобывающих странах Ближнего Востока.
В Великобритании к 2007 году число дворецких увеличилось до 5 000 человек.

### Обязанности
В XXI веке круг обязанностей дворецких расширился за счёт работы, которую ранее выполнял младший персонал.
Стивен Ферри (англ. Steven M. Ferry), профессиональный дворецкий и автор книги «Батлеры, мажордомы и управляющие домашним хозяйством. Профессионалы XXI века», утверждает, что образ дворецкого с подносом, прислуживающего за столом и разливающего вино, устарел. Сегодня работодателю нужны дворецкие, способные справляться с разнообразными домашними делами: от традиционного прислуживания за обедом до обязанностей камердинера и личного секретаря.
Дворецкие сегодня могут также работать на корпорации, посольства, круизные лайнеры, яхты или вести собственный малый бизнес «Rent-a-Butler», предоставляющий временных сотрудников.

### Качества, которыми должен обладать дворецкий
- Надёжность,
- Преданность, способность хранить тайну — работодатель и его семья не должны пострадать из-за болтливости или неосторожности дворецкого,
- Стремление сделать жизнь работодателя и его семьи максимально комфортной,
- Тактичность, ненавязчивость, соблюдение профессиональной дистанции, знание традиций, предпочтений семьи,
- Пунктуальность,
- Хорошие организаторские способности,
- Внимание к деталям.

### Обучение
Традиционно дворецкими становились в результате постепенного продвижения по служебной лестнице. Этот путь, в частности, описывает бывший дворецкий Артур Инч (англ. Arthur Inch) в документальном фильме «The Authenticity of Gosford Park».
Стать таким образом дворецким можно и сегодня, хотя в наше время существует множество специальных школ. Например, Британский институт дворецких (англ.  The British Butler Institute), Международный институт современных дворецких (англ. The International Institute of Modern Butlers), Гильдия профессиональных британских дворецких (англ. The Guild of Professional English Butlers) и Международная гильдия дворецких и управляющих хозяйством (англ. The International Guild of Butlers & Household Managers). Стартовая зарплата лучших выпускников таких учебных заведений может начинаться с $50 000–60 000 (£25 350–30 400) в год. Кроме того, обучением классических дворецких занимаются и крупные фешенебельные отели, например Риц-Карлтон.